# رتبه‌بندی‌های بین‌المللی ارمنستان
در فهرست زیر رتبه‌بندی‌های بین‌المللی ارمنستان آورده شده‌است:
| سازمان                            | Survey                                               | رتبه   | Out of | سال       | مقاله اصلی                       |
| --------------------------------- | ---------------------------------------------------- | ------ | ------ | --------- | -------------------------------- |
| سازمان ملل متحد                   | فهرست کشورها بر پایه جمعیت                           | ۱۳۶    | ۲۴۲    |           | جمعیت‌شناسی ارمنستان              |
| اطلاعات‌نامه جهان                  | فهرست کشورها بر پایه شهرنشینی                        | ۸۰     | ۱۹۴    |           | جمعیت‌شناسی ارمنستان              |
| مجمع جهانی اقتصاد                 | Global Competitiveness Report                        | ۹۲     | ۱۴۲    | 2011-2012 | اقتصاد ارمنستان/فساد در ارمنستان |
| بانک جهانی                        | شاخص آسانی انجام کسب‌وکار                             | ۴۸     | ۱۸۳    | ۲۰۱۱      | ا/ف                              |
| صندوق بین‌المللی پول               | فهرست کشورها بر پایه سرانه تولید ناخالص داخلی        | ۱۱۶    | ۱۸۲    | ۲۰۱۱      | ا/ف                              |
| وال‌استریت جورنال و بنیاد هریتج    | شاخص آزادی اقتصادی                                   | ۳۹     | ۱۷۹    | ۲۰۱۲      | ا/ف                              |
| اطلاعات‌نامه جهان                  | فهرست کشورها بر پایه سرانه تولید ناخالص داخلی        | ۱۱۷    | ۱۹۲    | ۲۰۱۱      | ا/ف                              |
| صندوق بین‌المللی پول               | فهرست کشورها بر پایه سرانه تولید ناخالص داخلی        | ۱۲۲    | ۱۸۵    | ۲۰۱۱      | ا/ف                              |
| بانک جهانی                        | فهرست کشورها بر پایه سرانه تولید ناخالص داخلی        | ۱۲۰    | ۱۹۰    | ۲۰۱۱      | ا/ف                              |
|                                   |                                                      |        |        |           | آموزش و پرورش در ارمنستان        |
|                                   | فهرست کشورها بر پایه مجموع منابع تجدیدپذیر آب        | ۱۳۶    | ۱۷۴    | ۱۹۹۷      | جغرافیای ارمنستان                |
|                                   | فهرست کشورها و مناطق بر پایه پهناوری                 | ۱۴۱    | ۲۳۳    |           | جغرافیای ارمنستان                |
|                                   | فهرست کشورها بر پایه هزینه‌های نظامی                  | ۸۴     | ۱۷۱    |           | نیروهای مسلح ارمنستان            |
| Institute for Economics and Peace | شاخص جهانی صلح                                       | ۱۱۵    | ۱۵۸    | ۲۰۱۲      | نیروهای مسلح ارمنستان            |
| The World Factbook                | Military expenditures ratio to GDP                   | ۴۹     | ۱۷۲    |           | نیروهای مسلح ارمنستان            |
| مجمع جهانی اقتصاد                 | Travel and Tourism Competitiveness Report            | ۹۰     | ۱۳۹    | ۲۰۱۱      | گردشگری                          |
|                                   | فهرست کشورها بر پایه سرانه وسایل نقلیه               | ۹۳     | ۱۴۴    | ۲۰۰۷      | ترابری در ارمنستان               |
| برنامه عمران ملل متحد             | شاخص توسعه انسانی                                    | [ ۲۵ ] |        |           |                                  |
| شفافیت بین‌الملل                   | شاخص احساس فساد                                      | ۱۰۵    | ۱۷۴    | ۲۰۱۲      | سیاست در ارمنستان                |
| گزارشگران بدون مرز                | شاخص آزادی رسانه                                     | ۷۷     | ۱۷۹    | ۲۰۱۱–۲۰۱۲ | سیاست در ارمنستان                |
| اکونومیست EIU                     | شاخص مردم‌سالاری                                      | ۱۱۱    | ۱۶۷    | ۲۰۱۱      | سیاست در ارمنستان                |
| سازمان همکاری و توسعه اقتصادی     | Physicians per 1000 population                       | [ ۲۹ ] |        | ۲۰۱۲-۲۰۱۳ |                                  |
| KOF Globalization Index           | Globalization Index                                  | [ ۳۱ ] |        |           |                                  |
| Property Rights Alliance          | International Property Rights Index                  | [ ۳۲ ] |        |           |                                  |
| دیوید سینگر                       | شاخص مرکب قدرت ملی                                   | [ ۳۳ ] |        |           |                                  |
| سازمان ملل متحد                   | دولت الکترونیک                                       | [ ۳۴ ] |        |           |                                  |
| شفافیت بین‌الملل                   | Bribe Payers Index                                   | [ ۳۵ ] |        |           |                                  |
| دانشگاه ییل و دانشگاه کلمبیا      | Environmental Performance Index                      | [ ۳۶ ] |        |           |                                  |
| University of Leicester           | فهرست کشورها بر پایه شاخص رضایت از زندگی             | [ ۳۷ ] |        |           |                                  |
| Legatum                           | شاخص رفاه لگاتوم                                     | ۶۱     | ۱۶۷    |           |                                  |
| اتحادیه بین‌المللی مخابرات         | فهرست کشورها بر پایه شمار کاربران اینترنت پرسرعت     | [ ۳۹ ] |        |           |                                  |
| E-readiness companies             | E-readiness                                          | [ ۴۰ ] |        |           |                                  |
| واحد اطلاعات اکونومیست            | شاخص کیفیت زندگی                                     | [ ۴۱ ] |        |           |                                  |
| UN DESA                           | فهرست کشورها بر پایه امید به زندگی                   | [ ۴۲ ] |        |           |                                  |
| سازمان ملل متحد                   | فهرست کشورها بر پایه تولید ناخالص داخلی              | [ ۴۳ ] |        |           |                                  |
| سازمان ملل متحد                   | فهرست کشورها بر پایه سرانه تولید ناخالص داخلی (اسمی) | [ ۴۴ ] |        |           |                                  |
| سازمان همکاری و توسعه اقتصادی     | Program for International Student Assessment         | [ ۴۵ ] |        |           |                                  |
| سازمان ملل متحد                   | Education Index                                      | [ ۴۶ ] |        |           |                                  |